# Bletilla
Bletilla es un género de unas 5 especies de orquídeas en su mayoría de hábitos terrestres. Se encuentran desde el Este de  Asia 
(China y Japón), hasta  Taiwán e islas próximas. 

## Distribución y hábitat
Las especies de este género son de hábitos terrestres en su mayoría. Se encuentran en el Este de Asia (China y Japón), hasta  Taiwán e islas de los alrededores. Algunas especies de este género aguantan bien temperaturas frías. 

## Descripción
La mayoría son terrestres. Sus pseudobulbos subterráneos (cormos) tienen varios nodos.

Hojas picudas. Cada pseudobulbo lleva varias  hojas estrechas, alargadas de color verde plateado. El tallo emerge con varias brácteas envolventes de diversas longitudes.
La inflorescencia es lateral elevándose desde los nódulos. Una sola o en racimo  con espectaculares floraciones, y el color varía desde blanco a púrpura. Todas las especies tienen cuatro polinia.

Florecen en primavera, verano.

Los miembros de este género se crían fácilmente en cultivo y son resistentes al frío, aunque requieren protección de las heladas severas.

## Taxonomía
El género fue descrito por Heinrich Gustav Reichenbach y publicado en Flore des Serres et des Jardins de l'Europe 8: 246. 1852-1853[1853].
Etimología
El género Bletilla tiene este nombre por su similitud con el género de orquídeas americanas Bletia, pero las orquídeas son más pequeñas.

## Nombre común
- orquídeas urna.

## Especies deBletilla
- Bletilla chartacea  (King & Pantl.) Tang & F.T.Wang (1951)
- Bletilla foliosa  (King & Pantl.) Tang & F.T.Wang (1951)
- Bletilla formosana  (Hayata) Schltr. (1911)
- Bletilla ochracea  Schltr. (1913)
- Bletilla striata  (Thunb.) Rchb.f. (1878)  - especie tipo